# Toolcoaching
Toolcoaching bezeichnet ein Beratungsformat, bei dem ein psychologisch fundiertes und standardisiertes Verfahren wie ein Persönlichkeitstest eingesetzt wird. In der Regel handelt es sich beim Analysetool um einen (Online-)Fragebogen, der vom Coachee ausgefüllt und dessen Ergebnisse im Toolcoaching anhand eines schriftlichen Berichts thematisiert werden. Die angebotenen Tests lassen sich in psychometrische und nicht-psychometrische unterteilen (siehe auch: Psychologischer Test). Übersichten zu Analysetools für die Verwendung im Coaching bieten zum Beispiel Passmore oder Hossiep und Mühlhaus.

## Begriffsherkunft
Toolcoaching ist als Sammelbegriff für Coaching-Konzepte entstanden, innerhalb derer die Ergebnisse einzelner psychologischer Tests reflektiert werden: Psychologische Testverfahren gelten in der Coaching-Fachliteratur als „Tools“ und einzelne Instrumente wie das Bochumer Inventar zur berufsbezogenen Persönlichkeitsbeschreibung haben Eingang in die Tool-Sammlungen für Coaches gefunden. So entstanden Komposita aus dem Grundwort Coaching und dem Namen des jeweiligen Tools – beispielsweise „FÜMO-Coaching“. Darüber hinaus vertreiben einige Analysetool-Anbieter ihre Lizenzen im Rahmen einer Toolcoaching-Zertifizierung, zum Beispiel die Weiterbildung zum „LPP-Coach“. Die Wortkombination von Tool und Coach findet sich außerdem immer wieder in Autorenportraits: „MBTI Coach“, „Strengths Profile Coach“ usw.

## Themen im Toolcoaching
Grundsätzlich können im Toolcoaching alle Themen behandelt werden, die für Coaching allgemein bedeutsam sind. Aus der Auswahl des Tools folgt allerdings eine Fokussierung: Erstens werden verschiedene Aspekte abgedeckt wie Persönlichkeit, Verhaltensmerkmale, Motive, Werte, Interessen, Fähigkeiten und Kompetenzen. Zweitens bleiben einige Tools eher allgemein in der Betrachtung, andere beziehen sich auf bestimmte Kontexte wie das berufliche Umfeld und spezielle Zusammenhänge: Führung, Vertrieb, Zusammenarbeit usw. Drittens adressieren manche Instrumente spezifische Themen wie die Resilienz des Coachees.

## Toolcoaching-Prozess
Coaching auf Basis von Analysetools wird sowohl in Einzel- wie auch in Teaminterventionen angewendet. Analysetools lassen sich in allen Phasen des Coaching-Prozesses einsetzen und die konkrete Vorgehensweise ist Teil der Auftragsklärung zu Beginn der Beratung. Sie kann aber auch erst während des Coachingprozesses definiert werden. Mitunter empfiehlt sich ein wiederholter Einsatz des Analysetools, um Veränderungen und Kontinuitäten zu reflektieren. Insgesamt gibt es keine allgemeingültige Empfehlung zur Prozessgestaltung im Toolcoaching, da die Instrumente sich stark voneinander unterscheiden und deren Einsatz auf die jeweiligen Anliegen abzustimmen ist. Allerdings werden in Weiterbildungen zu den einzelnen Analysetools üblicherweise konkrete Hinweise zur Gestaltung von Auswertungsgesprächen gegeben.

## Vorteile von Toolcoaching
Verglichen mit klassischem Business Coaching erscheint der Einsatz von Toolcoaching ökonomisch günstiger und der Nutzen wird je nach Gestaltung größer eingeschätzt. Die Anwendung von Analysetools verspricht eine höhere Objektivität und Wirksamkeit im Coaching. Darüber hinaus sind die Beratungsinhalte im Unternehmenskontext eher transparent als bei anderen Formaten, wobei das Vertrauen sowie die persönlichen Rechte des Coachees gewahrt bleiben sollen. Insgesamt muss Toolcoaching andere Angebote in der Personalentwicklung nicht ersetzen, sondern ergänzt diese und wird in Organisationen oftmals einer größeren Zielgruppe zugänglich gemacht als kostenintensivere Maßnahmen der Prozessberatung ohne Analysetools.

## Verfahrensauswahl im Toolcoaching
Nach Daweke und Daweke „unterscheidet sich Toolcoaching nicht nur hinsichtlich der Themen und Methoden, sondern ganz gravierend auch mit Blick auf die Qualität: die Qualität der Analysetools, die Qualität des Coaching-Konzepts, die Qualität und Qualifikation der coachenden Person sowie die Qualität der Coaching-Interaktion.“
Allworth und Passmore betonen, dass die Beratenden verschiedene psychologisch fundierte Verfahren kennen und sie bezüglich ihrer Inhalte und Ziele einschätzen können sollten. Auch Möller und Kotte sehen einen gravierenden Nachteil darin, „wenn der Coach nur wenige diagnostische Verfahren kennt und diese immer wieder anwendet, ganz im Sinne des Watzlawick zugeschriebenen Satzes: ,Wer als Werkzeug nur einen Hammer hat, sieht in jedem Problem einen Nagel.‘“

## Qualitätssicherung
Bezüglich der Qualitätssicherung und Professionalisierung gilt für Toolcoaching zunächst das, was auch allgemein für Coaching gilt: Nationale und internationale Verbände bemühen sich um einheitliche Standards und Kriterien, die die Auswahl von Coaches erleichtern sollen. Bei Toolcoaches kommt hinzu, dass sie die Hintergründe und den Aufbau sowie die Aussagekraft der Ergebnisse von Analysetools psychologisch fundiert einschätzen können sollen. Sie benötigen also sowohl Coaching-Kompetenz wie auch Diagnostische Kompetenz. Dazu zählt das Wissen zur Qualitätssicherung in der Psychologischen Diagnostik und insbesondere zu den Gütekriterien psychodiagnostischer Verfahren. Eine Möglichkeit zum Nachweis von Diagnostik-Wissen ist die Lizenz für berufsbezogene Eignungsdiagnostik nach DIN 33430, die von der Föderation Deutscher Psychologenvereinigungen nach erfolgreich absolvierter Prüfung vergeben wird.